# كيوهي ميياما
كيوهي ميياما (باليابانية: 前山 恭平) (10 ديسمبر 1987 في ساغا في اليابان – )؛ هو لاعب كرة قدم ياباني سابق كان يلعب كلاعب وسط.

## وصلات خارجية
- كيوهي ميياما على موقع رابطة كرة القدم اليابانية للمحترفين (اليابانية)
- كيوهي ميياما على موقع قاعدة بيانات كرة القدم.إي يو (الإنجليزية)
- كيوهي ميياما على موقع Soccerway.com (الإنجليزية)